# قشلاق تلخاب
قشلاق‌ تلخاب هي قرية في مقاطعة مياندوآب، إيران. يقدر عدد سكانها بـ 301 نسمة بحسب إحصاء 2016.